# Lực lượng Vũ trang Pháp
Quân đội Pháp có lịch sử lâu đời, ảnh hưởng rộng lớn đến lịch sử thế giới. Quân đội Pháp gồm lục quân, hải quân, không quân và lực lượng hiến binh quốc gia. Quân đội Pháp là lực lượng bảo vệ an ninh quốc phòng lãnh thổ Pháp, bảo vệ các vùng lãnh thổ có lợi ích của Pháp, góp phần quan trọng duy trì sự ổn định toàn cầu. Tổng thống Pháp là Tổng tư lệnh của quân đội.
Năm 2006, Quân đội Pháp có tổng cộng 779.450 người (lực lượng chính quy 259.050, lực lượng dự bị 419.000, lực lượng hiến binh 101.400), là lực lượng quân sự đứng thứ 20 trên thế giới về quân số phục vụ trong quân đội. Tuy nhiên Lực lượng vũ trang Pháp có chi phí quân sự rất lớn, lên tới 60 tỉ USD. Với quân số không lớn, chi phí quân sự khổng lồ, chủ yếu tập trung vào việc nghiên cứu, chế tạo và mua các trang thiết bị phục vụ quốc phòng, nên quân đội Pháp là một trong những lực lượng mạnh và có trình độ kỹ thuật phát triển nhất trên thế giới. Pháp cũng là nước đứng thứ 3 trên thế giới về vũ khí hạt nhân.

## Lịch sử
Lịch sử quân sự của Pháp bao gồm một bức tranh toàn cảnh bao la của các cuộc xung đột và đấu tranh kéo dài hơn 2.000 năm trên khắp các khu vực bao gồm nước Pháp hiện đại, châu Âu rộng lớn hơn và các vùng lãnh thổ của Pháp ở nước ngoài. Theo nhà sử học người Anh Niall Ferguson, người Pháp đã tham gia 50 trong số 125 cuộc chiến tranh lớn của châu Âu đã diễn ra kể từ năm 1495; nhiều hơn bất kỳ quốc gia châu Âu nào khác. Theo sau họ là người Áo đã tham chiến năm 47, người Tây Ban Nha năm 44 và người Anh (và sau đó là người Anh) tham chiến vào năm 43. Ngoài ra, trong số tất cả các cuộc xung đột được ghi lại xảy ra từ năm 387 TCN, Pháp đã tham chiến. 168 trong số họ, thắng 109, thua 49 và hòa 10; do đó đưa Pháp trở thành cường quốc quân sự thành công nhất trong lịch sử châu Âu.
Xung đột Gaul-La Mã bắt đầu từ năm 60 trước Công nguyên đến năm 50 trước Công nguyên, với việc người La Mã nổi lên giành chiến thắng trong cuộc chinh phục xứ Gaul của Julius Caesar. Sau sự suy tàn của Đế chế La Mã, một bộ tộc Giéc-man được gọi là người Frank đã nắm quyền kiểm soát xứ Gaul bằng cách đánh bại các bộ lạc cạnh tranh. "Vùng đất Francia," mà từ đó Pháp được đặt tên, đã có những thời điểm mở rộng cao độ dưới thời các vua Clovis I và Charlemagne. Vào thời Trung cổ, sự cạnh tranh với Anh và Đế quốc La Mã Thần thánh đã dẫn đến các cuộc xung đột lớn như Cuộc chinh phục Norman và Chiến tranh Trăm năm. Với chế độ quân chủ ngày càng tập trung, đội quân thường trực đầu tiên kể từ thời La Mã và việc sử dụng pháo binh, Pháp đã trục xuất người Anh khỏi lãnh thổ của mình và bước ra khỏi thời Trung Cổ như một quốc gia hùng mạnh nhất ở châu Âu, chỉ để mất vị thế đó vào tay Tây Ban Nha. thất bại trong cuộc chiến tranh Ý. Cuộc Chiến tranh Tôn giáo đã làm tê liệt nước Pháp vào cuối thế kỷ 16, nhưng chiến thắng lớn trước Tây Ban Nha trong Chiến tranh Ba mươi năm đã khiến Pháp một lần nữa trở thành quốc gia hùng mạnh nhất lục địa. Song song đó, Pháp phát triển đế chế thuộc địa đầu tiên của mình ở châu Á, châu Phi và châu Mỹ. Dưới thời Louis XIV, Pháp đã đạt được ưu thế quân sự so với các đối thủ của mình, nhưng xung đột leo thang chống lại liên minh kẻ thù ngày càng hùng mạnh đã kiểm soát tham vọng của Pháp và khiến vương quốc này phá sản vào đầu thế kỷ 18.
Quân đội Pháp nổi dậy đã giành được chiến thắng trong các cuộc xung đột triều đại chống lại các vương triều Tây Ban Nha, Ba Lan và Áo. Đồng thời, Pháp đang chống đỡ các cuộc tấn công vào các thuộc địa của mình. Khi thế kỷ 18 phát triển, sự cạnh tranh toàn cầu với Anh đã dẫn đến Chiến tranh Bảy năm, nơi Pháp mất quyền nắm giữ ở Bắc Mỹ. Sự an ủi đến dưới hình thức thống trị ở châu Âu và Chiến tranh Cách mạng Mỹ, nơi mà sự viện trợ rộng rãi của Pháp dưới dạng tiền và vũ khí, và sự tham gia trực tiếp của quân đội và hải quân đã dẫn đến nền độc lập của Mỹ. Sự biến động chính trị nội bộ cuối cùng đã dẫn đến 23 năm xung đột gần như liên tục trong các cuộc Chiến tranh Cách mạng Pháp và Chiến tranh Napoléon. Pháp đạt đến đỉnh cao quyền lực trong thời kỳ này, thống trị lục địa châu Âu theo một cách chưa từng có dưới thời Napoléon Bonaparte, nhưng đến năm 1815, nước này đã được khôi phục lại biên giới trước Cách mạng. Phần còn lại của thế kỷ 19 chứng kiến sự lớn mạnh của Đế chế thuộc địa thứ hai của Pháp cũng như sự can thiệp của Pháp vào Bỉ, Tây Ban Nha và Mexico. Các cuộc chiến tranh lớn khác đã diễn ra chống lại Nga ở Crimea, Áo ở Ý và Phổ trong chính nước Pháp.
Sau thất bại trong Chiến tranh Pháp-Phổ, sự cạnh tranh Pháp-Đức lại bùng nổ trong Chiến tranh thế giới thứ nhất. Lần này Pháp và các đồng minh đã chiến thắng. Biến động xã hội, chính trị và kinh tế sau cuộc xung đột dẫn đến Chiến tranh thế giới thứ hai, trong đó quân Đồng minh bị đánh bại trong Trận chiến nước Pháp và chính phủ Pháp đầu hàng và được thay thế bằng một chế độ độc tài. Quân Đồng minh, bao gồm cả chính phủ của Lực lượng Pháp tự do lưu vong và sau đó là một quốc gia Pháp được giải phóng, cuối cùng đã giành chiến thắng trước phe Trục. Kết quả là, Pháp đã đảm bảo một khu vực chiếm đóng ở Đức và một ghế thường trực trong Hội đồng Bảo an Liên Hợp Quốc. Yêu cầu phải tránh một cuộc xung đột Pháp-Đức lần thứ ba trên quy mô của hai cuộc chiến tranh thế giới đã mở đường cho sự hội nhập châu Âu bắt đầu từ những năm 1950. Pháp trở thành cường quốc hạt nhân và kể từ những năm 1990, hành động quân sự của nước này thường được nhìn thấy là hợp tác với NATO và các đối tác châu Âu.

## Vị thế quốc tế ngày nay
Học thuyết quân sự của Pháp được dựa trên các khái niệm về nền độc lập quốc gia, ngăn chặn hạt nhân và sức mạnh quân sự. Pháp là thành viên của Tổ chức Hiệp ước Bắc Đại Tây Dương (NATO), hoạt động tích cực với các đồng minh trong NATO đặc biệt trong thời kỳ chiến tranh lạnh.
Ngoài khối NATO, Pháp cũng tham gia tích cực và có hiệu quả vào các hoạt động gìn giữ hòa bình như ở Châu Phi, Trung Đông, và Balkans, thường nắm vai trò đứng đầu trong các hoạt động này. Pháp cũng thực hiện việc tổ chức lại quân đội để phát triển thành đội quân nhà nghề, có số lượng quân ít hơn, khả năng triển khai quân nhanh hơn, thích nghi hơn cho các hoạt động ở ngoài vùng lãnh thổ đất liền của Pháp. Nhân tố then chốt của việc cơ cấu lại gồm: giảm số người, các cơ sở, các cơ quan,...
Kể từ khi Chiến tranh Lạnh kết thúc, Pháp đã đặt ưu tiên hàng đầu vào việc kiểm soát vũ khí và không phổ biến vũ khí. Vụ thử hạt nhân của Pháp ở Thái Bình Dương và vụ đắm tàu Chiến binh Cầu vồng đã làm căng thẳng quan hệ của Pháp với các đồng minh, các quốc gia Nam Thái Bình Dương (cụ thể là New Zealand) và dư luận thế giới. Pháp đã đồng ý với Hiệp ước không phổ biến vũ khí hạt nhân vào năm 1992 và ủng hộ việc gia hạn vô thời hạn vào năm 1995. Sau khi tiến hành một loạt sáu vụ thử hạt nhân cuối cùng gây tranh cãi ở Mururoa ở Nam Thái Bình Dương, Pháp đã ký Hiệp ước Cấm Thử nghiệm Toàn diện vào năm 1996. Kể từ đó, Pháp đã thực hiện lệnh cấm sản xuất, xuất khẩu và sử dụng mìn sát thương và hỗ trợ các cuộc đàm phán dẫn đến một lệnh cấm phổ biến. Người Pháp là những người đóng vai trò quan trọng trong việc điều chỉnh Hiệp ước về các lực lượng vũ trang thông thường ở châu Âu với môi trường chiến lược mới. Pháp vẫn là một bên tham gia tích cực vào: các chương trình chính hạn chế việc chuyển giao công nghệ có thể dẫn đến phổ biến vũ khí hủy diệt hàng loạt: Nhóm các nhà cung cấp hạt nhân, Nhóm Australia (đối với vũ khí hóa học và sinh học), và Chế độ kiểm soát công nghệ tên lửa. Pháp cũng đã ký và phê chuẩn Công ước về vũ khí hóa học.

### Sách Trắng năm 2008
Vào ngày 31 tháng 7 năm 2007, Tổng thống Nicolas Sarkozy đã ra lệnh cho M. Jean-Claude Mallet, một thành viên của Hội đồng Nhà nước, đứng đầu một ủy ban g mt35 hành viên chịu trách nhiệm đánh giá trên phạm vi rộng về quốc phòng Pháp. Ủy ban đã ban hành Sách trắng vào đầu năm 2008. Thực hiện các khuyến nghị của mình, Tổng thống Sarkozy bắt đầu thực hiện những thay đổi căn bản trong chính sách và cấu trúc quốc phòng của Pháp bắt đầu từ mùa hè năm 2008. Để phù hợp với những thay đổi sau Chiến tranh Lạnh trong chính trị và cấu trúc quyền lực châu Âu, Trọng tâm truyền thống của quân đội Pháp vào phòng thủ lãnh thổ sẽ được chuyển hướng để đáp ứng những thách thức của môi trường đe dọa toàn cầu. Dưới sự tái tổ chức, việc xác định và tiêu diệt các mạng lưới khủng bố ở cả vùng đô thị của Pháp và ở châu Phi nói tiếng Pháp sẽ là nhiệm vụ chính của quân đội Pháp. Các căn cứ quân sự thừa sẽ bị đóng cửa và các dự án hệ thống vũ khí mới bị đình chỉ để tài trợ cho việc tái cơ cấu và triển khai toàn cầu các lực lượng can thiệp. Trong một sự thay đổi lịch sử, Sarkozy còn tuyên bố rằng Pháp "giờ đây sẽ tham gia đầy đủ vào NATO", bốn thập kỷ sau khi cựu tổng thống Pháp, Tướng Charles de Gaulle rút khỏi cơ cấu chỉ huy của liên minh và ra lệnh cho quân Mỹ rời khỏi đất Pháp.

### Các hoạt động gần đây

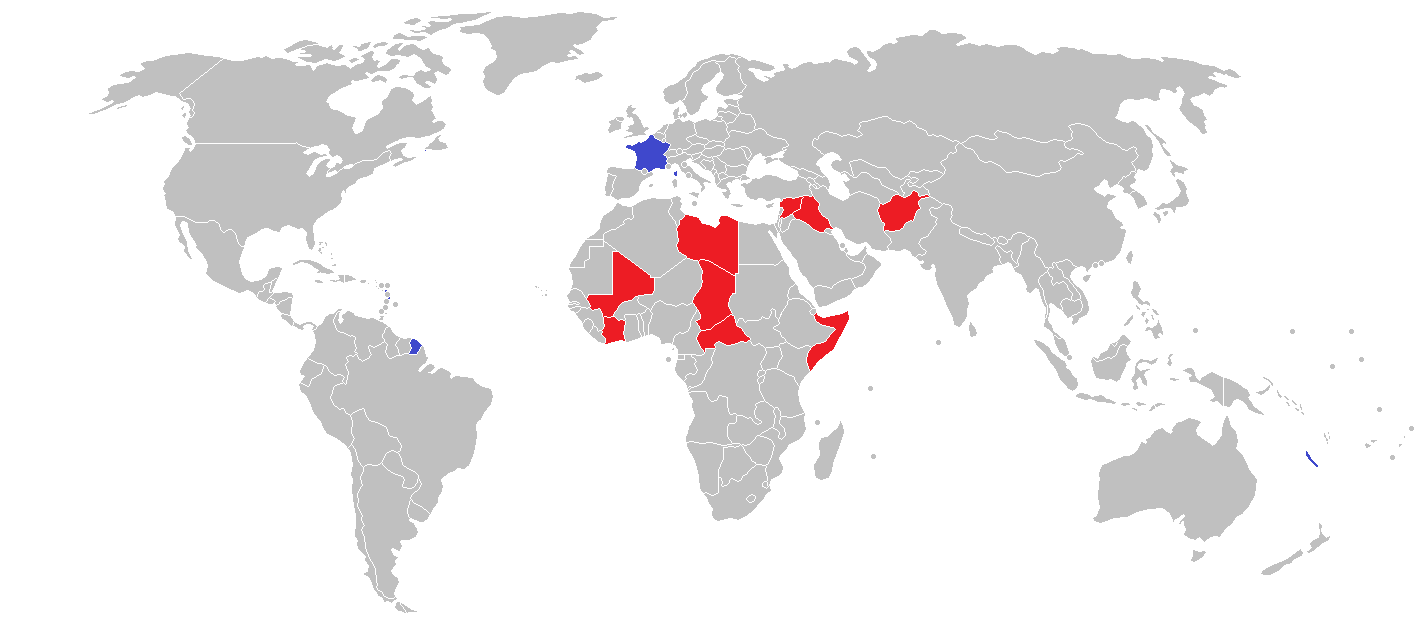
Pháp
Các nước mà Pháp đã can thiệp quân sự vào: Afghanistan; Bờ Biển Ngà; Chad; Libya; Somalia; Mali; Cộng hòa Trung Phi; Syria; Iraq.

Hiện có khoảng 36.000 quân lính của Pháp được triển khai ở ngoài lãnh thổ Pháp.
Pháp cùng với Hoa Kỳ và các nước khác, cung cấp binh lính cho lực lượng đóng quân ở Haiti, lực lượng này đã được sự phê chuẩn của Liên Hợp Quốc sau cuộc nổi loạn ở Haiti năm 2004. Pháp cũng gửi các binh lính, chủ yếu là lực lượng đặc nhiệm đến Afghanistan để giúp các lực lượng của Hoa Kỳ và NATO chiến đấu với quân Taliban và Al Qaeda. Một lực lượng khoảng vài nghìn lính Pháp, dưới sự ủy nhiệm của Liên Hợp Quốc (Opération Licorne), đóng quân ở Bờ biển Ngà thực hiện nhiệm vụ gìn giữ hòa bình. Lực lượng vũ trang của Pháp cũng giữ vài trò đứng đầu trong nhiệm vụ gìn giữ hòa bình của Liên Hợp Quốc dọc theo biên giới Liban-Israel như là một phần trong hiệp ước ngừng bắn, hiệp ước này dẫn đến việc kết thúc chiến tranh Liban. Hiện nay Pháp có 2.000 quân được triển khai dọc theo biên giới, gồm bộ binh, thiết giáp, pháo binh và phòng không. Ngày 11 tháng 1 năm 2013, Pháp cử quân đến Mali để giúp chính phủ bản địa chống phiến quân nổi dậy rồi tới 2014 thì Pháp đã đánh bại phiến quân.

### Sách Trắng 2013
Vào tháng 5 năm 2014, các tướng lĩnh cấp cao của Lực lượng Vũ trang Pháp đã đe dọa từ chức nếu ngân sách quốc phòng bị cắt giảm thêm so với những gì đã được công bố trong Sách trắng năm 2013. Họ cảnh báo rằng việc cắt giảm thêm sẽ khiến các lực lượng vũ trang không thể hỗ trợ các hoạt động ở nước ngoài.

## Nhân sự
Người đứng đầu lực lượng vũ trang Pháp là Tổng thống Cộng hòa, trong vai trò là Tổng tư lệnh (chef des armeés). Tuy nhiên, Hiến pháp đặt các lực lượng chính phủ dân sự và quân sự vào quyền xử lý (nội các hành pháp gồm các bộ trưởng do Thủ tướng chủ trì, những người không nhất thiết phải cùng phe chính trị với tổng thống). Bộ trưởng Bộ Lực lượng Vũ trang (tính đến năm 2017, Florence Parly đương nhiệm) giám sát việc tài trợ, mua sắm trang thiết bị và hoạt động của quân đội. Trong lịch sử, Pháp phụ thuộc rất nhiều vào việc nhập ngũ để cung cấp nhân lực cho quân đội của mình, bên cạnh một số ít binh lính chuyên nghiệp. Sau Chiến tranh Algeria, việc sử dụng quân ủy viên không tình nguyện trong các hoạt động ở nước ngoài đã chấm dứt; nếu đơn vị của họ được gọi đi làm nhiệm vụ trong các vùng chiến sự, những người được ủy quyền được đưa ra lựa chọn giữa yêu cầu chuyển đến một đơn vị khác hoặc tình nguyện tham gia nhiệm vụ tích cực. Năm 1996, chính phủ của Tổng thống Jacques Chirac tuyên bố chấm dứt chế độ nhập ngũ và năm 2001, chính thức kết thúc chế độ nhập ngũ. Tuy nhiên, những người trẻ tuổi vẫn phải đăng ký để có thể nhập ngũ (nếu tình hình bắt buộc). Tính đến năm 2017, Lực lượng Vũ trang Pháp có tổng số nhân lực là 426.265 người, và có 368.962 nhân viên hoạt động (với Lực lượng Hiến binh Quốc gia).
Số liệu trên khác so với năm 2015:
- Quân đội Pháp; 111.628 nhân sự.
- Lực lượng Không quân và Vũ trụ Pháp; 43.597 nhân sự.
- Hải quân Pháp; 36.044 nhân sự.
- Ba bộ phận DHS, SEA và DGA; 17.647 nhân viên trong các vai trò y tế, hỗ trợ và hành chính, và trong việc mua các hệ thống vũ khí.

Yếu tố dự bị của Lực lượng vũ trang Pháp bao gồm hai cơ cấu: dự trữ hoạt động và dự trữ công dân. Tính đến năm 2015, sức mạnh của dự trữ hoạt động là 27.785 nhân sự.
Ngoài ba nhánh phục vụ chính, Lực lượng Vũ trang Pháp còn bao gồm một nhánh bán quân sự thứ tư được gọi là Lực lượng Hiến binh Quốc gia. Nó có sức mạnh được báo cáo là 103.000 quân nhân tại ngũ và 25.000 quân nhân dự bị vào năm 2018. Chúng được sử dụng trong thực thi pháp luật hàng ngày, đồng thời tạo thành đội hình bảo vệ bờ biển dưới sự chỉ huy của Hải quân Pháp. Tuy nhiên, có một số thành phần của Lực lượng Hiến binh tham gia vào các hoạt động bên ngoài của Pháp, cung cấp các vai trò hỗ trợ và thực thi pháp luật chuyên biệt.
Trong lịch sử, Vệ binh Quốc gia hoạt động như lực lượng dân quân tự vệ và thực thi pháp luật dự bị của Quân đội. Sau 145 năm kể từ khi tan rã, trước nguy cơ bị tấn công khủng bố trong nước, Vệ binh Quốc gia chính thức được tái hoạt động, lần này là một nhánh phục vụ của Lực lượng Vũ trang, vào ngày 12 tháng 10 năm 2016.
Kể từ năm 2019, các công dân trẻ tuổi của Pháp có thể hoàn thành nghĩa vụ bắt buộc của Dịch vụ Quốc gia (SNU) trong Lực lượng vũ trang trong ngành dịch vụ mà họ lựa chọn.

## Tổ chức
Các lực lượng vũ trang Pháp gồm có năm nhánh chính:

### Lục quân Pháp(Armée de Terre)
- Bộ binh (Infanterie)
- Kị binh (Arme Blindée Cavalerie)
- Pháo binh (Artillerie)
- Lực lượng Sơn cước (Chasseurs Alpins)
- Lực lượng Lê dương (Légion étrangère)  gồm bộ binh, kỵ binh và công binh
- Lực lượng Thủy quân lục chiến
- Lực lượng hàng không hạng nhẹ của Lục quân Pháp (ALAT - Aviation Légére de l'Armée de Terre)
- Công binh (Génie)
- Thông tin (Transmissions)
- Vận tải và hậu cần (Train)
- Bảo quản (Matériel)

### Lực lượng hiến binh quốc gia Pháp (Gendarmerie Nationale).

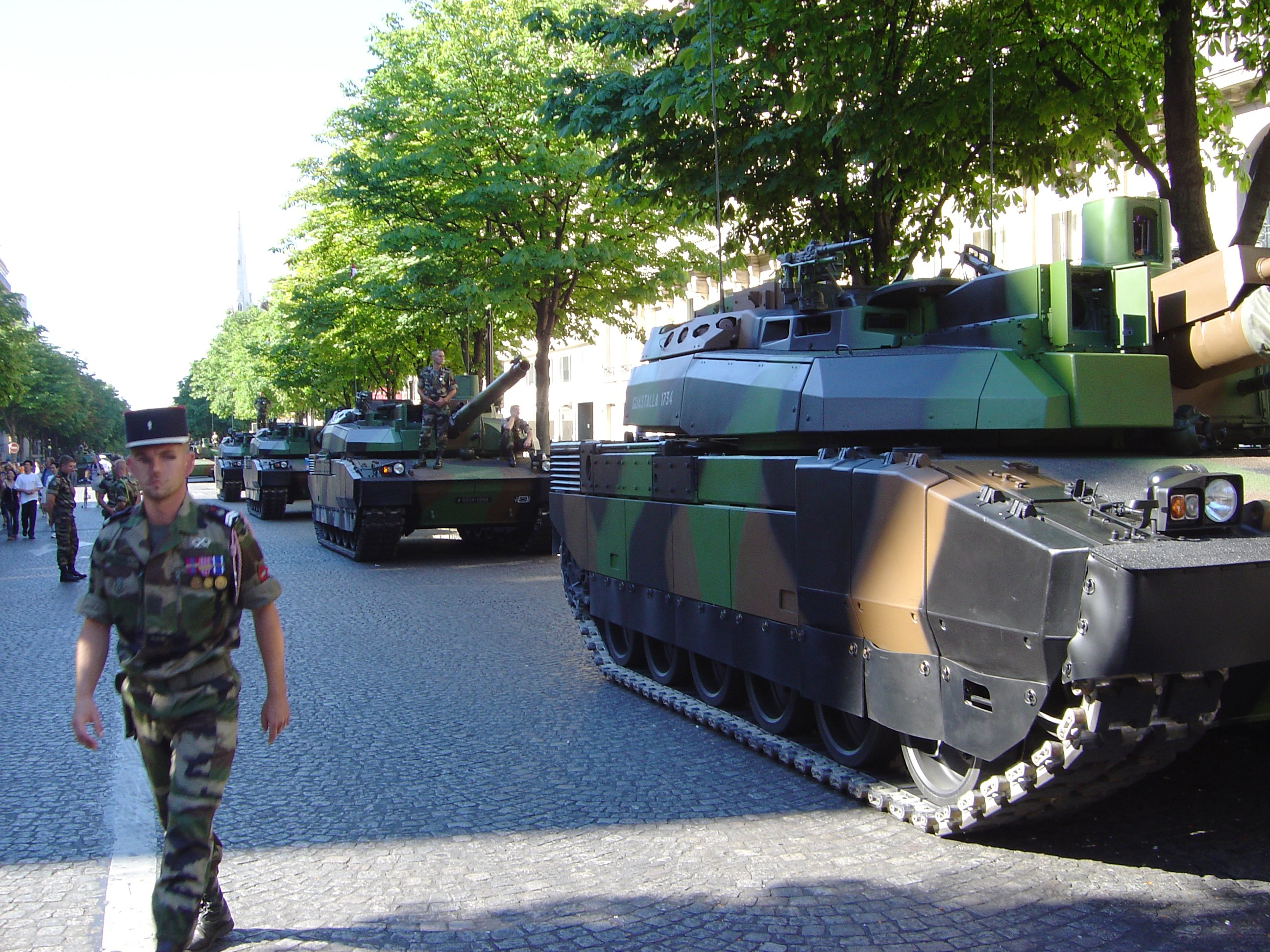
Mỗi năm vào Ngày Bastille đều có cuộc diễu binh ở Pháp.